# Filips de Zoete
Filips de Zoete, (? - Antwerpen, 26 mei 1585) was heer van Hautain (Hautin, Houtain of Houtem), gouverneur van Walcheren, admiraal van Zeeland voor de Staatse vloot. Hij was een van de eerste ondertekenaars van het Smeekschrift der Edelen dat in 1568 aan de hertogin van Parma werd aangeboden.

## Biografie
Zijn ouders waren Denijs de Zoete en Cateline d'Haijnin. Hij verwierf bekendheid met de inname van de Citadel van Antwerpen (2 augustus 1577) toen hij in dienst stond van Willem van Oranje. In de avond was hij met een kleine vloot Antwerpen genaderd, bij wijze van list had hij de schepen laten volhangen met vaandels om de schijn op te wekken dat er een grote vloot naderde. De opzet slaagde en het lukte hem de stad te overrompelen. Hij werd als verlosser van de stad plechtig gehuldigd en beloond met een gouden keten. Hij stierf tijdens de Slag op de Kouwensteinsedijk in een poging Antwerpen te ontzetten tijdens het beleg door Parma. Zijn regiment werd overgenomen door Philip Sidney